# Església de l'Immaculat Cor de Maria (Barcelona)
L'església de l'Immaculat Cor de Maria és un santuari i temple construït pels claretians entre 1904 i 1913 a l'actual barri del Camp d'en Grassot i Gràcia Nova de Barcelona. És una obra inclosa a l'Inventari del Patrimoni Arquitectònic de Catalunya.

## Descripció
Església construïda entre el 1904 i el 1913 per l'ordre dels claretians al barri del Camp d'en Grassot i Gràcia Nova de Barcelona, al costat de l'escola religiosa. El promotor de la construcció va ser el claretià Joan Melé que va encarregar la construcció a Joan Martorell i Montells.
L'església, de planta basilical, té un transsepte amb una cúpula al creuer sobre petxines i tambor, i un absis amb vitralls, pintures i mosaics a la volta. Té una capella dedicada a un dels fundadors dels claretians i una capella al Sant Crist. Una imatge del Cor de Maria de l'escultor Rius presideix l'església.
La façana principal està dividida en tres eixos separats per unes torres de base octogonal de pedra ben escairada. A mitja alçada hi ha un fris de finestres cegues i, a sobre, una rosassa calada. Com a coronament té una cornisa crestada amb una creu al centre i un fris de finestres cegues d'arc de mig punt per sota.
L'església va patir algunes modificacions posteriors com van ser la construcció de la cúpula, el 1941 per Joan Bergós i Massó i el campanar de planta rectangular molt diferent a la resta de l'església amb les parets arrebossades i pintades de blanc.
El temple barreja elements d'estils neobizantins, neoromànic i mudèjars, allunyant-se així de l'estil neogòtic de l'arquitecte.

## Història
La primera pedra va ser col·locada el 7 d'abril de 1904, coincidint amb el 50è aniversari de la creació del dogma de la Immaculada Concepció de Maria. El promotor va ser el claretià Joan Melé i la construcció va ser encarregada a l'arquitecte Joan Martorell i Montells, que va morir el 1906 abans de poder veure finalitzada l'obra, passant el relleu al seu renebot Bernardí Martorell i Puig. Durant la Setmana Tràgica de 1909 l'església va ser cremada quan encara no havia estat completada. La construcció va continuar i el temple va ser inaugurat el 1913, servint com a capella dels claretians, que residien al costat de l'edifici i que tenien el Col·legi Claret adjacent.
L'any 1936 el temple va sofrir danys a causa de la Guerra Civil Espanyola, i fou usat com a taller de reparació de vehicles i magatzem. En l'actualitat encara es poden veure a la façana els danys causats per una canonada i trets de bala, que en record històric no s'han volgut restaurar. Després de la guerra l'església es va reconstruir i el 1940 va ser consagrada.
El 1972 el santuari va passar a ser parròquia, que pertany a l'arxiprestat de la Sagrada Família.
Les restes de Jaume Clotet i Fabrés (1822—1898), cofundador dels claretians, van ser traslladades l'any 1960 des del cementiri del Poblenou cap aquest temple, coincidint amb els actes commemoratius del centenari d'aquest orde religiós.

## Galeria d'imatges

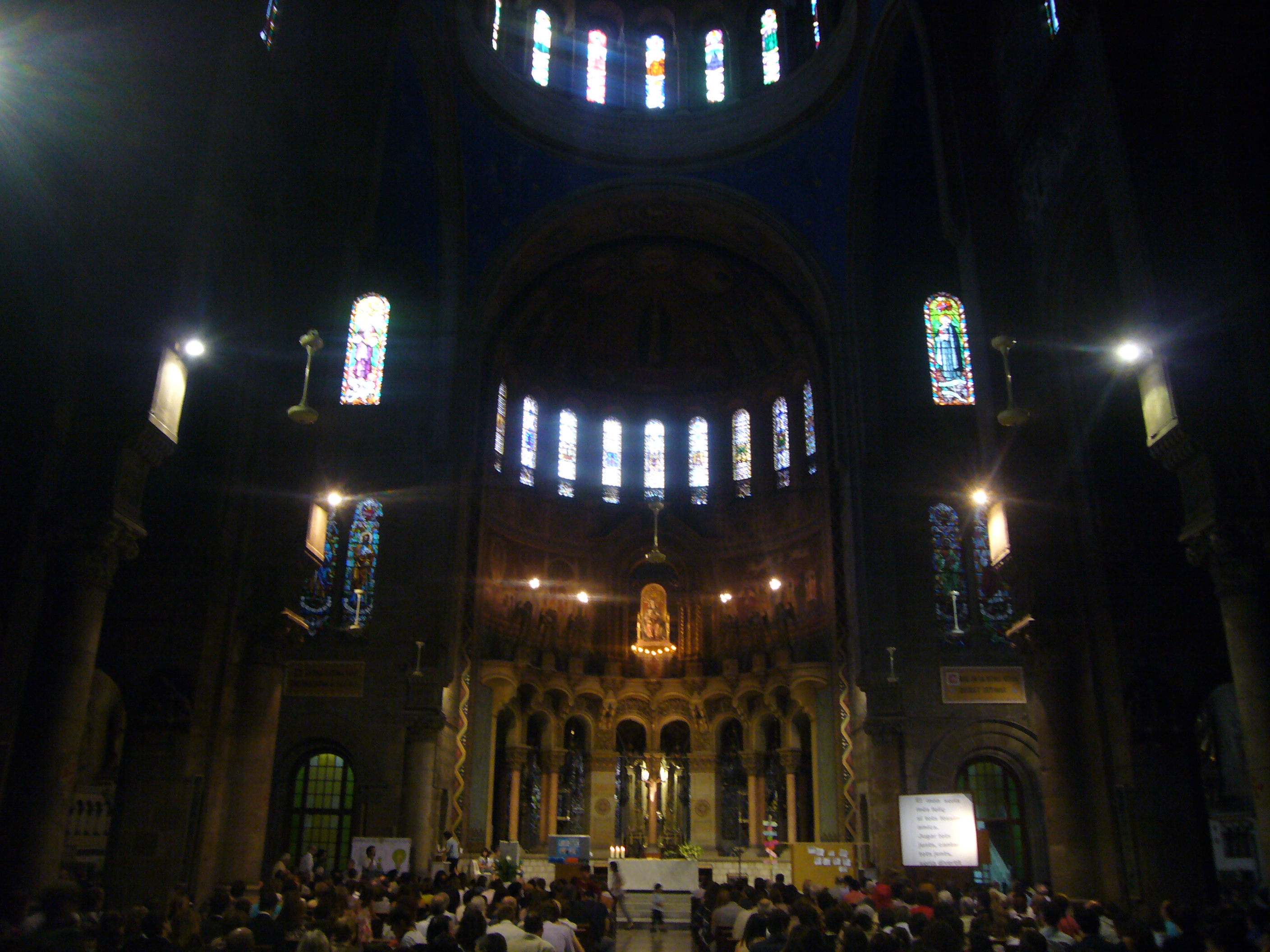
Interior del temple
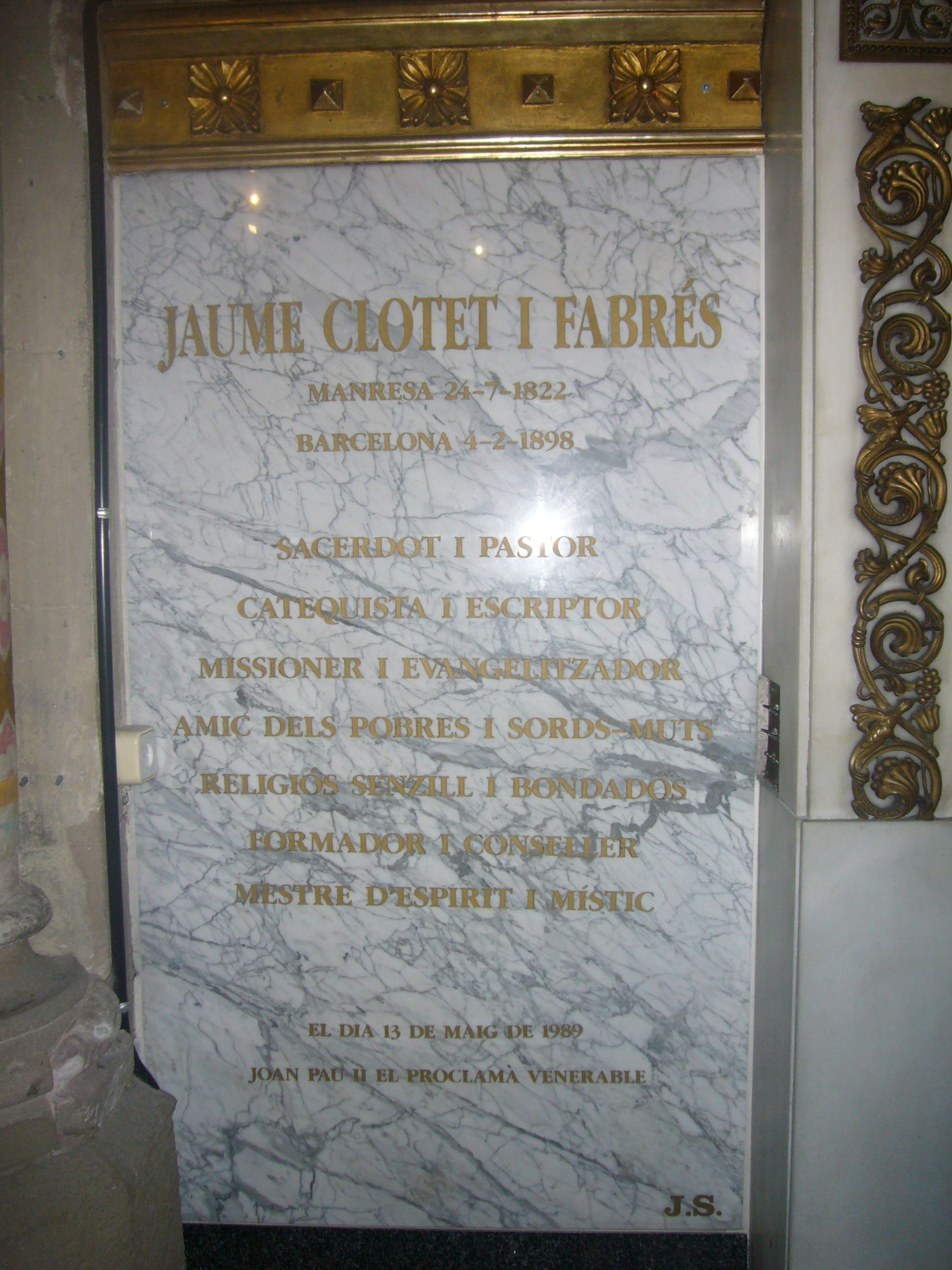
Làpida de Jaume Clotet i Fabrés situada a l'interior del temple
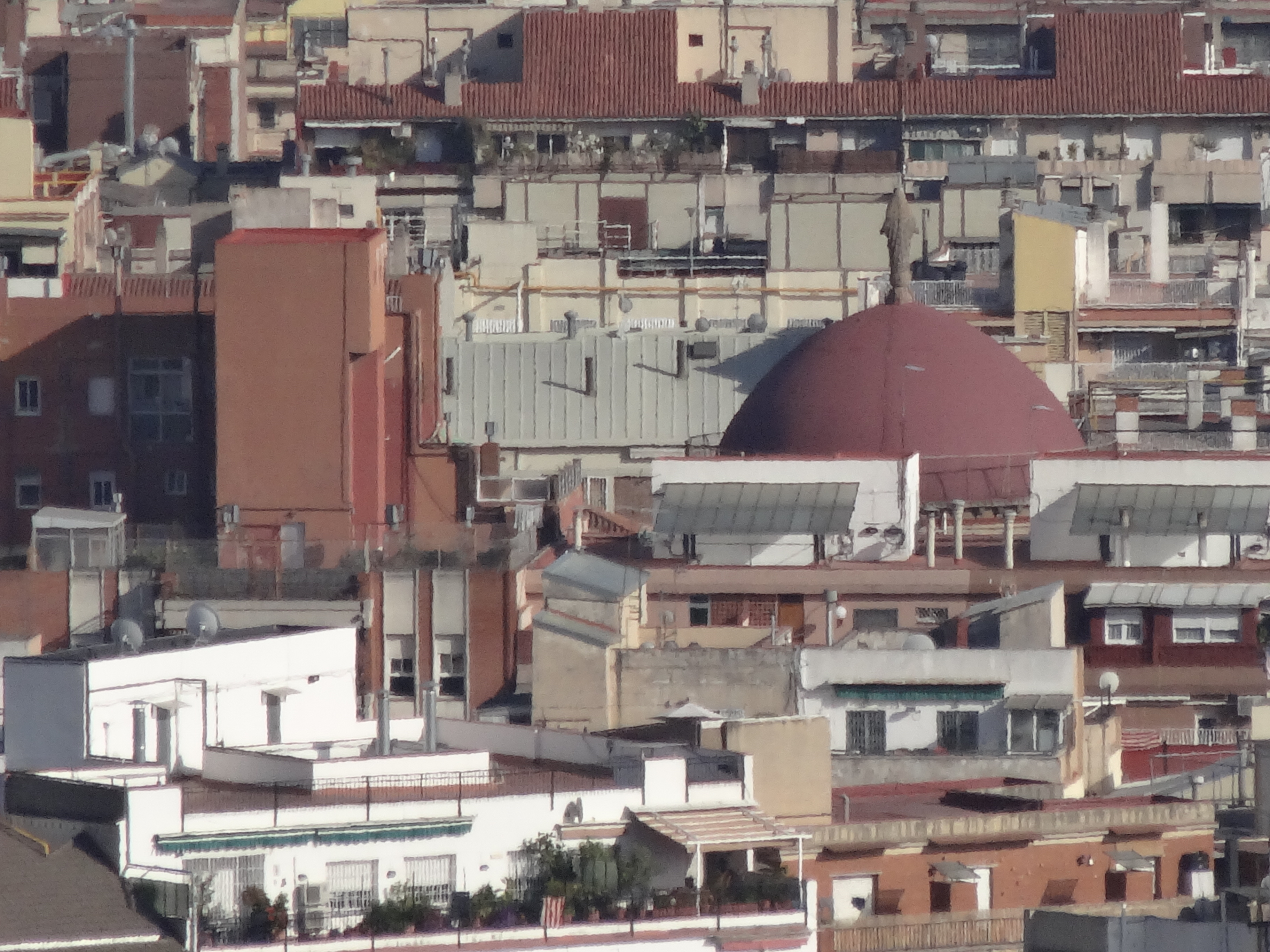
Cúpula des del Parc Güell
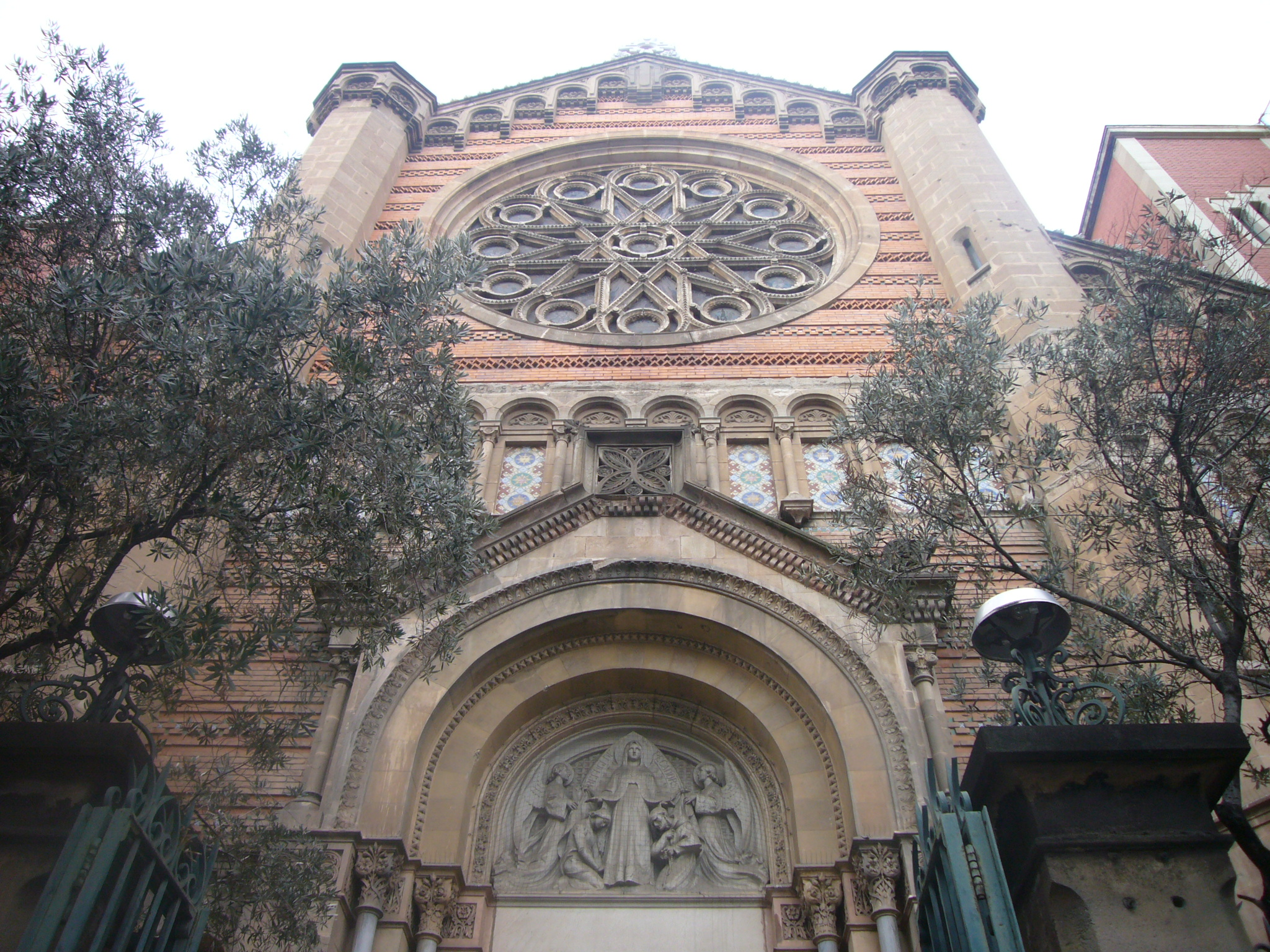
Façana